# Sex Machineguns
Sex Machineguns, aussi stylisé SEX MACHINEGUNS, est un groupe de heavy metal japonais. Le nom du groupe s'inspire directement du groupe de punk Sex Pistols. Leur type de metal est une sorte de heavy metal des années 1980. Le groupe cultive une image de shock rockers proche du visual kei.
Après une période en suspens entre 2006 et 2007, due aux départs de tous les membres sauf Anchang, ce dernier organise des auditions en été 2007 pour trouver de nouveaux musiciens. Ryôtatsu et Ken'ichi sont engagés respectivement à la guitare et à la batterie. Shingo☆ est tout d'abord musicien de session mais sera intégré au groupe comme membre officiel lors de la dernière date de la tournée Zenkoku Taikai du printemps 2008.

## Biographie
Sex Machineguns est formé en 1989 comme groupe indépendant, tournant dans plusieurs clubs locaux. Leur nom de groupe s'inspire intentionnellement des Sex Pistols ; d'après eux, « les machineguns (armes automatiques) sont plus efficaces que [les] pistols (pistolets). » Ils se popularisent rapidement au Japon et élargissent leur fan base. Ils publient ensuite leur première vidéo et album live au printemps 1997. En 1998, Sex Machineguns fait ses débuts commerciaux grâce leur single distribué par Toshiba-EMI Records : Hanabi-la Daikaiten. Le single se vend rapidement, et le groupe décide d'entamer sa première tournée nationale. Les magazines locaux s'intéressent au groupe, et Hanabi-la Daikaiten les fait monter au sommet. En septembre la même année, ils publient leur premier album studio, Sex Machineguns, qui atteint le haut des classements musicaux. Ils jouent par la suite 62 concerts.
En 2001, le groupe publie son troisième album, Barbe-Q☆Michael. En février 2005, le groupe collabore avec Square Enix ; après la sortie de leur album Heavy Metal Thunder, le groupe est annoncé pour un « live secret » lors du concert Shibuya O-West.
Le chanteur du groupe annonce une pause musicale le 20 mars 2006. À cette période, tous les membres, sauf Anchang, quittent le groupe et en forment un nouveau appelé Elleguns. En 2004, Clutch.J.Himawari et Noisy avaient formés un trio appelé Dustar-3 avec Yuuki Masahiko (ancien membre de Lucifer). Ensuite en décembre 2006, Circuit.V.Panther, Samurai.W.Kenjilaw, et Speed Star Sypan Joe se lancent sous le nom commun de Cycle. Anchang reforme par la suite Sex Machineguns en 2007 avec Ryotatsu Kuwae à la guitare, et Ken'ichi Imai à la batterie, puis publient trois singles dans l'année. En 2008, Anchang forme le groupe Big Bites, avec Natchin (Siam Shade) et Annie (The Yellow Monkey). Toujours en 2008, quelques images du groupe sur scène sont incluses dans le film Global Metal pendant une discussion sur le heavy metal au Japon. Le 8 décembre 2008, Anchang annonce sur son blog la fin de la collaboration entre Sex Machineguns et leur maison de disques EMI Music Japan. Il ajoute que le groupe continuera ses activités en tant que groupe indépendant.
En 2012, le batteur Ken'ichi quitte le groupe qui se sépare pour une période indéfinie. En 2013, Anchang et Shingo☆ forment un groupe similaire appelé The Maintenance☆ (ザ☆メンテナンス), avec Hirota à la batterie et à la deuxième guitare, et Master à la guitare. Ils publient leur premier album, Kōji-chū (工事中) le 21 février 2013. En 2014 sort leur nouvel album Love Games. En 2015 sort l'album Metal Monster.

## Membres

### Membres actuels
- Anchang (Koji Ando) – chant (depuis 1992), guitare (depuis 1989)
- Shingo☆ (Shingo Tamaki) – basse (depuis 2008)
- Leon - batterie (depuis 2014)

### Anciens membres
- Asada – chant (1989–1992)
- Imai – chant (1996)
- Noisy (Hiroshi Ohta) – chant (sous le nom H.Ohta, 1992–1996) ; basse, chœurs (1996–2003)
- Saamasu – basse (1989–1995)
- Atkins – basse (1995–1996)
- Samurai.W.Kenjilaw (Kenjirou Murai) – basse, chœurs (2004–2006, 2007, 2009)
- Mad Power Tsuchiya (Hiroshi Tsuchiya) – batterie (1989–1998)
- Clutch.J.Himawari (Jun Kanki) – batterie (2000–2003, support in 1998–1999)
- Speed Star Sypan Joe (Koji Ueno) – batterie (1997–1999, 2004–2006, 2007, 2009)
- Ken'ichi (Kenichi Imai) – batterie (octobre 2007–avril 2012)
- Circuit.V.Panther (Yoshikazu Yahiro) – guitare, chœurs (2001–2006, 2007, 2009)
- Iberiko Moja Malmsteen (Ryotatsu Kuwae) – guitare (octobre 2007–août 2008)

## Discographie

### Albums studio
- 1998 : Sex Machinegun
- 1999 : Made in Japan
- 2001 : Barbe-Q☆Michael
- 2002 : Ignition
- 2003 : To the Future Tracks
- 2005 : Heavy Metal Thunder
- 2006 : Made in USA
- 2008 : Cameron
- 2009 : 45°
- 2011 : SMG
- 2014 : Love Games
- 2015 : Metal Monster
- 2018 : Iron Soul

### Albums live
- 2001 :  Burning Hammer
- 2003 :  Live! Final Attack at Budokan

### Compilations
- 2003 : Machineguns Get-Toghether
- 2008 : BEST TRACKS the Past and the Future
- 2012 : Remix Best
- 2018 : Machineguns Ni Shi Ya Gare!!

### Collaboration
- 16 mars 2005 : Love for Nana ~Only 1 Tribute~